# Takoma (metropolitana di Washington)
Takoma è una stazione della metropolitana di Washington, situata sulla linea rossa. Si trova nel quartiere di Takoma, al confine con il Maryland (city di Takoma Park).
È stata inaugurata il 3 febbraio 1978, contestualmente all'apertura del tratto Rhode Island Avenue-Silver Spring.
La stazione è servita da autobus del sistema Metrobus (anch'esso gestito dalla WMATA) e del sistema Ride On.